# Савватий (Тейша)
Савватий (в миру Терентий Васильев по прозвищу Тейша; XVII век) — один из первых руководителей церковного раскола после реформ патриарха Никона, поэт. Савватий написал 20 стихов, 11 из которых для детей.
Сначала Савватий был дьяком, потом принял монашество.
Служил в придворной церкви в Кремле, был монахом, а затем иеромонахом Чудова монастыря. В 1634 году Савватий был принят на печатный двор справщиком, где служил до 1652 года.
В 1660 году он подал царю челобитную «о книжном исправлении», обвиняя справщиков в умышленном искажении текста Священного Писания. За это он был сослан в Кирилло-Белозерский монастырь, откуда в 1661 году послал царю новую, более обширную челобитную.

## Творчество
Савватий написал самые первые известные нам стихи для детей в русской литературе. Известно одиннадцать детских стихотворений Савватия, возможно, их было больше.
В своих стихах о современной ему жизни, к которой поэт относится критически и рисует её в негативном свете, он обвиняет своих современников в забвении духовных ценностей, в нарушении норм нравственности, в излишних заботах о материальных благах. Люди превратили свою жизнь в бесконечную суету об «окоянней нашей несытой утробе… аки бессловеснии скоты».